# Ordenamiento jurídico
El ordenamiento jurídico (del alemán Rechtsordnung) o simplemente el ordenamiento es el conjunto del derecho de una sociedad, es decir, el conjunto de normas jurídicas que rigen en un lugar determinado en una época concreta. En el caso de los Estados, el ordenamiento jurídico está formado por la Constitución del Estado, que se rige como la norma suprema, por las leyes, por las normas jurídicas del poder ejecutivo, tales como los reglamentos, y otras regulaciones tales como los tratados, convenciones, contratos y disposiciones particulares. 
No se debe confundir el ordenamiento jurídico con el orden jurídico, que se concibe como el conjunto de normas que rigen una determinada área del ordenamiento jurídico. La relación en conceptos es de género a especie.

## El ordenamiento jurídico como sistema
Las normas interactúan entre sí, y si están interconectadas basándose en principios de aplicación general, se habla de sistema jurídico. Según el jurista inglés de la universidad de Oxford, Herbert Hart, el derecho está formado por dos tipos de reglas jurídicas: las reglas jurídicas primarias que imponen obligaciones de conducta (por ejemplo, la regla por la cual es obligatorio pagar impuestos), mientras que las reglas jurídicas secundarias confieren potestades para que algunas personas introduzcan reglas primarias (por ejemplo, la regla que faculta a la Cámara de Diputados a fijar los impuestos). Un sistema jurídico es, de acuerdo con Hart, un conjunto de reglas jurídicas primarias y secundarias que goza de cierta eficacia.

## Ordenamiento simple y complejo
- Ordenamiento simple: aquel que es propio de cada institución particular, que es coherente e incompleto, ya que necesita estar en conexión con un ordenamiento general.

- Ordenamiento complejo: aquel de ámbito general compuesto de un ordenamiento base, y por el ordenamiento de las instituciones, este es completo. Este ordenamiento general, está formado por un conjunto de sistemas y por un conjunto de ordenamientos relacionados con base en 4 principios:
  - Principio de Separación: esos ordenamientos particulares tienen autonomía propia, están relacionados entre sí por un vértice común.
  - Principio de Cooperación: Los distintos ordenamientos deben mantener relaciones con el ordenamiento general.
  - Principio de Supremacía: el sistema general, tiene una posición de superioridad material.
  - Principio de Complementariedad: está en relación con el de cooperación.

## Plenitud y coherencia
La plenitud del ordenamiento fiscal consiste en que, según algunos autores, este tiene supuestamente la propiedad de contener normas para regular todo caso concreto. Hans Kelsen creía que todo sistema jurídico era completo como resultado del principio según el cual "lo que no está prohibido está permitido". Otros autores, como Carlos Alchourrón y Eugenio Bulygin, consideran que sí existen lagunas en el derecho.
La coherencia supone que en el ordenamiento jurídico no existen normas incompatibles entre sí. 
Los ordenamientos jurídicos realmente existentes no son totalmente coherentes. De ahí que nos encontremos con el problema de las antinomias.

### Lagunas
La laguna es una falta, una insuficiencia de regulación jurídica dentro del ordenamiento. La doctrina establece, entre otros, dos principales tipos de lagunas
- Lagunas de Ley: Significa que no existe una ley que pueda resolver el supuesto planteado.
- Lagunas de Derecho: No existe ni ley, ni costumbre, ni principio general que pueda resolver ese caso. No están admitidas por lo general en los ordenamientos jurídicos, en virtud del principio de inexcusabilidad de los tribunales, por el cual los tribunales de justicia deben conocer, juzgar y hacer ejecutar lo juzgado, aún no habiendo ley que resuelva la contienda sometida a su competencia, pudiendo para ello apoyarse en los Principios generales del Derecho y la equidad natural.

#### Sistemas de solución
Para solucionar el tema de las lagunas se puede recurrir a dos sistemas, los cuales a continuación se dan a conocer:

##### Sistema de Autointegración
Consiste en solucionar la falta de regulación a través del propio ordenamiento jurídico y dentro del ámbito de la propia fuente dominante que va a ser la ley. Dentro de este método debemos señalar dos procedimientos:
La aplicación de la analogía supone que las normas jurídicas no contemplen un supuesto específico, pero regulen otro semejante, apreciándose entre ambos identidad de razón. Gramaticalmente, analogía supone la relación de semejanza entre distintas cosas. Jurídicamente consiste en aplicar a un supuesto carente de regulación la solución que el ordenamiento da a un supuesto similar.
- Analogía de Ley: la aplicación de una ley o parte de una ley. A supuestos no previstos en ella pero semejantes a los que regula.

- Analogía de Derecho: la aplicación de principios generales al caso no previsto.

##### Sistema de Heterointegración
Consiste en solucionar la falta de regulación acudiendo a otras fuentes distintas a la dominantes, o acudiendo a otros ordenamientos. En este procedimiento destaca la utilización de la equidad (la equidad viene a significar justicia, rectitud) y la equidad es la adaptación de la norma a la complejidad de la vida social. Cuando se dice que la equidad habrá de ponderarse en la aplicación de las normas si bien las resoluciones de los tribunales solo podrán descansar de manera exclusiva en ella, cuando la ley expresamente lo permita.

## Antinomias
Un ordenamiento no es coherente cuando existe el denominado problema de las antinomias o conflictos de normas. Existe antinomia cuando dos o más normas, que pertenecen al mismo ordenamiento imputan al mismo caso soluciones incompatibles entre sí, y que dan lugar a que la aplicación simultánea de las normas produzca resultados incompatibles e imposibles. De ahí que se tenga que elegir entre unas y otras. Si existe conflicto entre una obligación y una prohibición en relación con una misma materia hay una incompatibilidad.
También existe contradicción entre una obligación y permiso negativo y entre prohibición y permiso positivo, siempre que regulen la misma materia.
Según el profesor Ross, puede existir antinomia total que es cuando existe una incompatibilidad absoluta, ya que coinciden totalmente los campos de aplicación. 
- Una incompatibilidad parcial-parcial: cada norma tiene un campo adicional de aplicación. Por ejemplo: "se prohíbe fumar en salas de cine en proyecciones para todos los públicos" y "se permite fumar en salas de cine en sesiones que empiecen a partir de las 20 horas".
- Una incompatibilidad total-parcial: se da cuando el ámbito de aplicación de una norma está incluido en el de otra, pero esta última tiene casos adicionales. Por ejemplo: "se prohíbe fumar en espacios cerrados" y "se permite fumar a mayores de edad en salas habilitadas para ello".
- Una incompatibilidad total-total: resulta cuando ambas normas tienen el mismo ámbito de aplicación. Por ejemplo: "se prohíbe fumar en espacios cerrados" y "se permite fumar en espacios cerrados".

### Criterio utilizado para resolver las antinomias
- Principio de jerarquía normativa: establece que la norma superior prevalece sobre la inferior (lex superior derogat inferiori). Así, la Constitución prevalece sobre toda otra norma jurídica y estas se deben ajustar a ella, no pudiendo ser contradictorias entre sí.

- Principio de cronología o temporalidad: supone que toda norma posterior de igual rango deroga a la anterior (lex posterior derogat priori).

- Principio de especialidad: supone que la norma especial prevalece sobre la general (lex specialis derogat generali).

- Conflicto de criterios: puede ocurrir que para solucionar las antinomias nos encontramos con conflictos de criterio.

Para Norberto Bobbio, establece que, cuando se dé el conflicto entre el criterio jerárquico y el cronológico, siempre se resolverá a favor del jerárquico (será aplicable la norma superior). Si el conflicto se da entre el criterio cronológico y muy especial, se resolverá a favor del especial (será aplicable la norma específica). En el caso de conflicto entre el criterio jerárquico y el especial, la solución dependerá del intérprete, quien aplicará uno u otro criterio, de acuerdo con las circunstancias (será el juez quien decida).
Aparte de estos principios existen otros que debemos tener en cuenta, que son:
- La aplicación analógica.

- La supremacía de la ley.

- La sujeción al sistema de fuentes con el principio de iura novit curia.

- Publicidad de las normas, condición esencial para que las normas tengan validez.

## Sobre el ordenamiento jurídico
Hace referencia a ese derecho objetivo, es decir, al conjunto de normas por las que se rige una sociedad. Se puede definir como un conjunto sistemático de reglas, principios o directrices a través de las cuales se regula la organización de la sociedad.

### Origen
Existen al menos dos concepciones del origen del ordenamiento jurídico:
- La corriente normativa nos dice que el ordenamiento es un conjunto de normas que se entienden y que se rigen de acuerdo con una serie de juicios de valor, creencias y convicciones. Su base es el iusnaturalismo.
- La corriente institucional establece que el ordenamiento jurídico está formado por la sociedad, por los mecanismos que producen aplican y garantizan las normas, por todas las instituciones y los criterios de aplicación. Su base es el iuspositivismo.

### Características
El ordenamiento jurídico es una realidad orgánica, así pues, no es un nuevo conjunto de normas sino que también son las formas de elaboración, desarrollo, aplicación y enjuiciamiento.
El ordenamiento jurídico se caracteriza por la estatalidad de las normas, ya que éstas son dictadas por los órganos a los que la constitución atribuye potestad normativa. 
Otra característica es la unidad formal del ordenamiento jurídico, es decir, cada tipo de norma en función de su fuente de producción va a ser igual a las que siguen su misma forma aunque el contenido sea distinto.
Otra característica del ordenamiento fiscal es que es el resultado de la armonización de dos o tres órdenes normativos. En el caso de España: ordenamiento estatal, ordenamiento autonómico y ordenamiento comunitario. En el caso de estados federales como Estados Unidos, Brasil, Argentina, México o Canadá: ordenamiento jurídico federal y ordenamientos jurídicos de las entidades federativas.